# سالت نیکوتین
سالت نیکوتین (Nicotine Salt)، نوعی ترکیب از نیکوتین است که در فرایند ساخت سیگارهای الکترونیکی (ویپ) استفاده می‌شود. این ترکیب به جای استفاده از نیکوتین خالص، از نیکوتین به صورت نمک استفاده می‌کند، که به آن امکان جذب سریع‌تر و راحت‌تر در بدن را می‌دهد. سالت نیکوتین به دلیل جذب سریع‌تر و تسهیل در استفاده در ویپ‌ها محبوبیت یافته است و به مصرف‌کنندگان تجربه‌ای مشابه به کشیدن سیگارهای سنتی می‌دهد.

## تاریخچه و معرفی
سالت نیکوتین به‌طور عمده برای اولین بار در سال ۲۰۱۵ توسط شرکت‌ها و تولیدکنندگان دستگاه‌های ویپ به بازار معرفی شد. قبل از آن، نیکوتین به شکل پایه (Freebase) در محصولات ویپ استفاده می‌شد. استفاده از نمک نیکوتین، که به‌طور طبیعی در برگ‌های تنباکو یافت می‌شود، به کاربران این امکان را می‌دهد که نیکوتین را با شدت و تأثیر بیشتر دریافت کنند.

## تفاوت‌ها با نیکوتین پایه
نیکوتین پایه به‌طور مستقیم از برگ تنباکو استخراج می‌شود و هنگام وارد شدن به ریه‌ها، نیاز به فرآیندهای اضافی برای جذب دارد. این فرایند ممکن است باعث سوزش در گلو و احساس ناخوشایند شود. در حالی که نیکوتین نمکی با ترکیب اسیدهای آلی مانند اسید بنزوئیک ساخته می‌شود که باعث کاهش میزان سوزش و تسهیل در جذب سریع‌تر نیکوتین می‌شود. این ویژگی به مصرف‌کننده این امکان را می‌دهد که دوز بیشتری از نیکوتین را بدون احساس سوزش شدید مصرف کند.

## خواص و مزایا
1. جذب سریع‌تر: سالت نیکوتین به‌خاطر ترکیب اسیدهای مختلف با نیکوتین، جذب سریع‌تری در بدن دارد. این ویژگی باعث می‌شود که مصرف‌کننده تجربه‌ای مشابه با کشیدن سیگارهای سنتی داشته باشد.
2. دود کمتر و تجربه راحت‌تر: مصرف سالت نیکوتین نسبت به نیکوتین پایه دردسر کمتری در مصرف دارد و باعث کاهش سوزش و تحریک گلو می‌شود.
3. میزان نیکوتین بیشتر: سالت نیکوتین می‌تواند میزان بالاتری از نیکوتین را در هر پاف دود در اختیار مصرف‌کننده قرار دهد.
4. موارد پزشکی: استفاده از سالت نیکوتین برای افرادی که در تلاش برای ترک سیگار هستند، می‌تواند در برخی موارد به عنوان بخشی از برنامه ترک سیگار مؤثر باشد، زیرا میزان نیکوتین مورد نیاز را فراهم می‌آورد.

## کاربردها
سالت نیکوتین عمدتاً در سیگارهای الکترونیکی و ویپ‌ها به‌کار می‌رود. این ماده در کپسول‌ها، پادها و مایعات ویپ یافت می‌شود. برندهای شناخته‌شده از جمله Juul از سالت نیکوتین در محصولات خود استفاده می‌کنند.

## اثرات جانبی و خطرات
با وجود اینکه سالت نیکوتین می‌تواند مزایای خاصی داشته باشد، مصرف بیش از حد آن می‌تواند به مشکلات سلامتی منجر شود. از جمله اثرات منفی که ممکن است شامل آن‌ها باشند:
1. اعتیاد: نیکوتین یک ماده اعتیادآور است، و استفاده از آن می‌تواند باعث ایجاد وابستگی شدید شود.
2. مشکلات قلبی: نیکوتین می‌تواند فشار خون را افزایش دهد و به‌طور بالقوه موجب مشکلات قلبی شود.
3. مشکلات تنفسی: سیگارهای الکترونیکی، حتی با استفاده از سالت نیکوتین، هنوز هم ممکن است به سلامت ریه آسیب برسانند.